# Луцій Манлій Торкват
Луцій Манлій Торкват (лат. Lucius Manlius Torquatu; ? — 47 до н. е.) — політичний, державний та військовий діяч Римської республіки, консул 65 року до н. е.

## Життєпис
Походив з патриціанського роду Манліїв. Здобув гарну освіту, навчався разом з Марком Туллієм Цицероном. Був прихильником оптиматів. 
У 84—81 роках до н. е. в армії Луція Корнелія Сулли брав участь у війни проти Мітрідата, царя Понту, а потім в Італії — проти маріанців. У 80 році до н. е. став квестором. На цій посаді випустив золоті та срібні монети.
У 68 році до н. е. його обрано претором. У 67 році до н. е. як пропретор керував провінцією Азія. У 65 році до н. е. обирається консулом (разом з Луцієм Аврелієм Коттою). На цей період приходить так звана Перша змова Луція Сергія Катіліни (корупційна змова низки патриціїв щодо отримання посади консулів). Підтримував оптиматів проти розширення демократичних установ.
З 64 до 63 року як проконсул керував провінцією Македонія. Римський сенат надав йому титул імператора за пропозицією Цицерона щодо розкриття першої змови Катіліни. У 63 році до н. е. допоміг Цицеронові у розкритті та придушенні цієї змови.
У 57 році до н. е. домігся повернення Цицерона із заслання та передачу тому колишнього майна. З початком у 49 році до н. е. громадянської війни між Гаєм Цезарем та Гнеєм Помпеєм, підтримав останнього. У 48 році до н. е. після поразки при Фарсалі потрапив у полон до цезаріанців. У 47 році до н. е. за наказом Цезаря Торквата було страчено.

## Родина
- Луцій Манлій Торкват